# Heteromera fuscata
Heteromera fuscata là một loài thực vật có hoa trong họ Cúc. Loài này được (Desf.) Pomel mô tả khoa học đầu tiên năm 1874.